# Brieven van Johannes

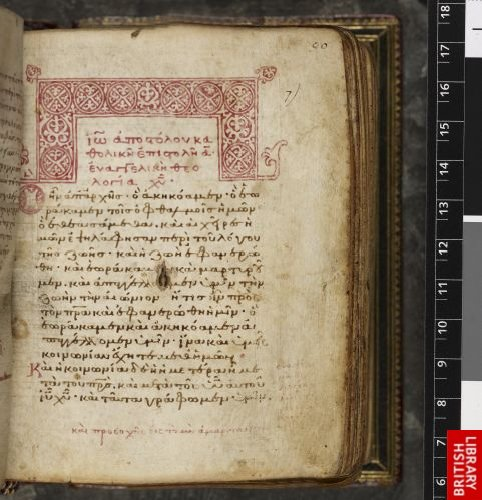
Begin van 1 Johannes in de Codex Harleianus 5537

De brieven van Johannes zijn drie Bijbelboeken uit het Nieuwe Testament, die volgens de gangbare historische inzichten geschreven zijn rond 90 tot 100 na Christus.
Ze worden tot de algemene zendbrieven gerekend omdat de afzender er niet duidelijk in staat vermeld. In de christelijke traditie wordt de apostel Johannes als de schrijver gezien. In de inleiding van beide laatste brieven maakt de schrijver zich bekend als de 'oudste' ('presbyter' van het Griekse presbyteros). Daarom wordt wel verondersteld dat de auteur van deze twee brieven een andere zou zijn dan die van de eerste brief. Deze veronderstelde andere auteur duidt men dan aan als Johannes de Presbyter.
In de toelichting van de Nieuwe Bijbelvertaling wordt erop gewezen dat wat stijl en denkwereld betreft de drie brieven sterk op elkaar lijken en dat daarom eenzelfde schrijver voor de hand ligt. In het kerkhistorische werk van kerkvader Eusebius van Caesarea lijkt bisschop Papias (uit het begin van de tweede eeuw) een onderscheid tussen de apostel Johannes en Johannes de presbyter te maken. Omdat Papias de apostelen in het algemeen als presbyters aanduidt, kan Papias hiermee echter dezelfde persoon op het oog hebben gehad. Ook het gegeven dat de christelijke traditie al zo snel de apostel Johannes als schrijver van deze drie brieven heeft aangemerkt, kan er op wijzen dat alleen iemand met zijn gezag deze brieven geschreven kan hebben omdat ze anders niet zouden zijn aanvaard.
De kwestie welke "Johannes" de apostel was, welke de Presbyter en wie het Evangelie volgens Johannes, de drie brieven van Johannes en de Openbaring van Johannes schreef of schreven, heet het Johanneïsch vraagstuk.